# Чонгар (платформа)

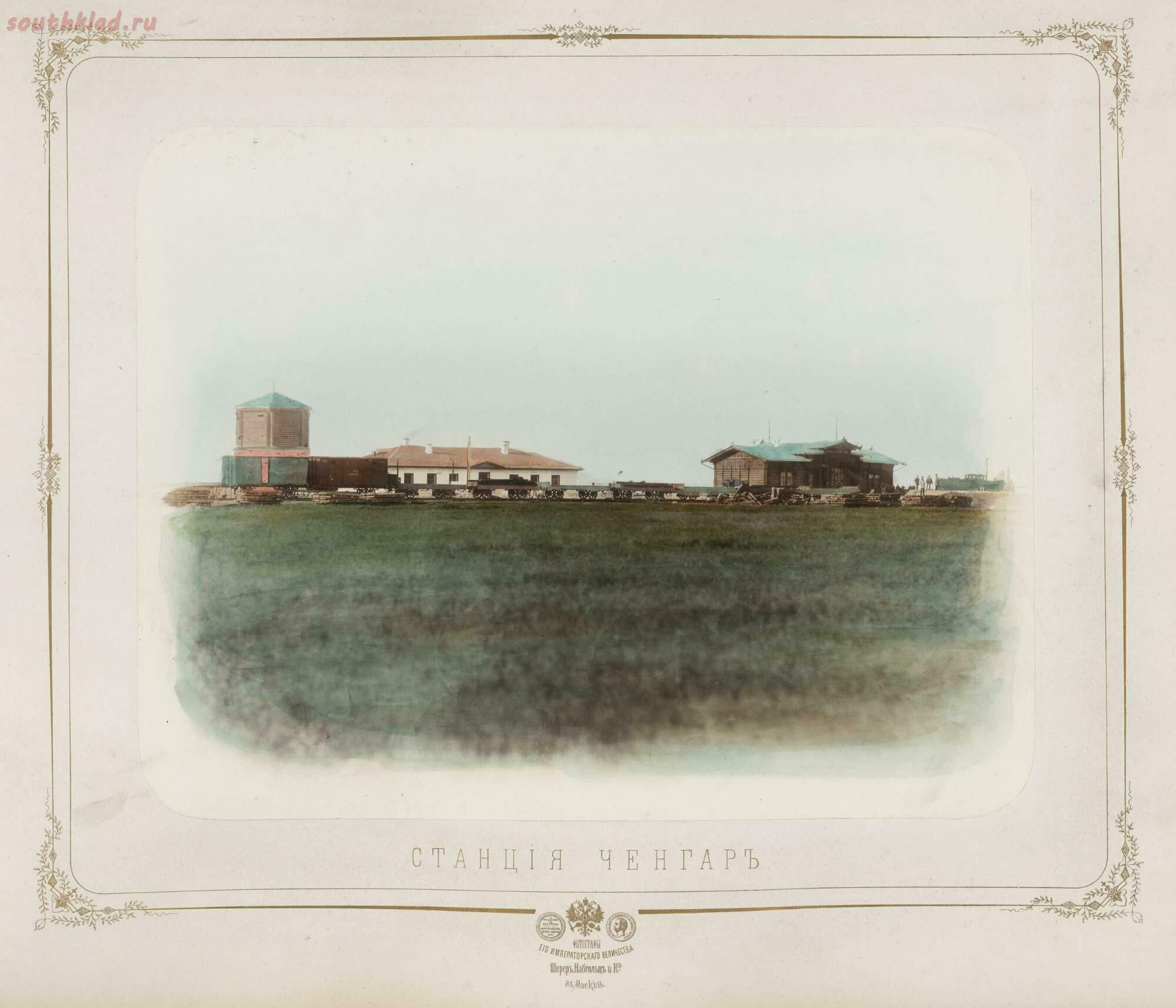
Станция Чонгар, 1874 г.

Чонгар (укр. Чонгар) — железнодорожная платформа Запорожского отделения Приднепровской железной дороги, Херсонская область, Украина. Названа по расположению на Чонгарском полуострове.

## Пригородное сообщение
В связи с самопровозглашением Крымских железных дорог с 1 апреля 2014 года по станции прекращено пригородное сообщение с Крымом. С 1 апреля по станции оборачиваются пригородные электропоезда сообщением Запорожье II — Сиваш и Новоалексеевка — Сиваш (по 1 паре).